# 安藤仲太郎
安藤 仲太郎（あんどう ちゅうたろう/なかたろう、文久元年8月14日（1861年9月18日） - 大正元年（1912年）12月11日）は、明治時代の洋画家。江戸八重洲河岸生まれ。肖像画を得意とした。日本で最初の洋画家・高橋由一の甥で、早くから伯父・高橋由一に洋画を学んだ明治の洋画開拓者の一人である。

## 略歴
- 17、8歳のころ、伯父である高橋由一の画塾「天絵舎」（天絵楼・てんかいろう）に入り、由一に師事。
- 明治22年（1889年）、パリ万国博覧会で佳作賞を受賞。同年、東京府工芸品共進会に『夕干狩の景』を出品する。
- 明治26年（1893年）、シカゴ万国博覧会出品、コロンブス記念世界博覧会に出品のため渡米。
- 明治28年（1895年）、内国勧業博覧会で黒田清輝らとともに審査員に任命される。
- 明治29年（1896年）、黒田清輝らと白馬会を結成し、創立に参加する。
- 明治42年（1909年）、白馬会・第12回展まで出品する。
- 明治44年（1911年）、朝鮮旅行中に李王家に肖像画を依託される。
- 大正元年（1912年）、李王家の肖像画制作中の12月11日死去、52歳。

## 代表作
- 『大久保利通像』東京国立博物館所蔵
- 東京藝術大学大学美術館所蔵
- 『日本の寺の内部』（1893年）神奈川県立近代美術館所蔵
- 三重県立美術館所蔵
- 『東寺の暮色』国民新聞（1896年11月8日）
- 『三保の残暉』二六新報（1900年11月4日）